# 이비사걸
〈이비사걸〉(イビサガール 이비사가루[*])은 NMB48의 악곡이다.

## 개요
전작 〈높은 산봉우리의 사과〉로부터 약 3개월 만으로, 이 악곡은 NMB48 첫 전달 한정곡이며, iTunes Store에 의해 한정 전달된다.
당초 10번째 싱글 악곡으로 발매될 예정이었지만, 전달 한정으로 발매되었다. 또, 2014년 8월 13일 발매될 예정인 NMB48의 2번째 앨범 《세계의 중심은 오사카야 ~남바 자치구~》에 리드곡으로 수록된다.

## 전달곡
디지털 다운로드
1. イビサガール / 이비사걸
(작사: 아키모토 야스시 / 작곡: 후지노 타카후미 / 편곡: 이쿠타 마신)
  - 나카우 CM 송

## 선발 멤버
- 이치카와 미오리, 우메다 아야카, 오오타 유리, 카시와기 유키, 카토 유카, 카도와키 카나코, 코타니 리호, 시부야 나기사, 죠니시 케이, 시로마 미루, 타카노 유이, 타니가와 아이리, 후지에 레이나, 타카야나기 아카네, 무라세 사에, 무라시게 안나, 야구라 후코, 야부시타 슈, 야마다 나나, 야마모토 사야카, 요시다 아카리, 와타나베 미유키